# Macizo Asturleonés
El macizo Asturleonés es un macizo montañoso localizada en el norte de España, una de las dos subdivisiones del macizo asturiano, a su vez parte de la cordillera Cantábrica. 
Es una zona geológica compleja, estructurada y dominada por la tectónica que adquiere una disposición en forma de arco. En este arcoa aparecen sinclinales, anticlinales, pliegues tumbados y cabalgamientos. Desde el punto de vista litológico presenta una serie paleozoica completa en la que aparecen materiales del Precámbrico, Cambriano, Ordovícico, etc. Son fundamentalmente pizarras deleznables, cuarcitas resistentes, niveles carbonatados,...
En las dos tectónicas se han producido pliegues y fallas y el resultado es un relieve extremadamente complejo, se divide en tres subzonas:Asturocciedental-leonesa,manto de Mondoñedo y Truchas-Caurel.